# Robiola di Cocconato
La robiola di Cocconato è un formaggio e prodotto tipico piemontese. Rientra nell'elenco dei prodotti agroalimentari tradizionali italiani (PAT) del ministero delle politiche agricole alimentari e forestali.

## Storia
Non si hanno notizie precise riguardo alla storia di questo formaggio, già noto nel seicento, come testimoniano alcuni documenti presenti negli archivi storici del comune di Cocconato. In queste lettere, funzionari pubblici e governatori ringraziavano i produttori locali per gli omaggi ricevuti, tra cui la robiola. Il poeta dialettale Nino Costa, vissuto a cavallo tra il diciottesimo e il diciannovesimo secolo, dedicò alla robiola la canzone La cansson d'la robiola musicata dal maestro Vigin Giachino.

## Procedimento di produzione
Il latte crudo, a cui si uniscono fermenti lattici e caglio, viene riscaldato a 38 °C per circa trenta minuti. Segue la rottura della cagliata che viene estratta e messa negli stampi. Dopo un'attesa di circa quaranta minuti si procede con la salatura e le forme vengono affinate in cella per un giorno intero. La fase di stagionatura dura cinque giorni, e avviene a una temperatura di 4 °C. La crosta è completamente assente e la pasta è di consistenza cremosa dal colore bianco latte.

## Zone di produzione
Questo formaggio viene prodotto nel comune di Cocconato, in provincia di Asti, e distribuito in tutto il Piemonte.

## Abbinamenti
La robiola viene tradizionalmente consumata da sola, spalmata su pane fresco. Nei mesi invernali si consuma assieme allo spinacio riccio di Asti, cotto al vapore e passato al burro. Si abbina a vini bianchi leggeri.